# Gianni Mina
Gianni Mina, nacido el 9 de febrero de 1992 en Abymes (Guadalupe), es un jugador de tenis francés. Disputó la final júnior de Roland-Garros en 2009, a la edad de 17 años, que perdió contra el sueco Daniel Berta.
Es habitualmente comparado con Gaël Monfils que proviene igualmente de Guadelupe, tanto por su físico (mismo cabello rizado, mismo aspecto, misma corpulencia...) como por su juego.
Consiguió la segundo plaza mundial en la categoría júnior en diciembre de 2009 gracias a su victoria en la Orange Bowl (2009).
En 2010, participó en su primer torneo del circuito ATP obteniendo una tarjeta de invitación para el Open de Niza, donde fue eliminado en primera ronda por Łukasz Kubot (5-7, 4-6). Ha participado también, gracias a otra Wild Card, en el Torneo de Roland Garros donde se enfrentó a Rafael Nadal, considerado el mejor jugador de la historia sobre tierra batida, quedando eliminado en primera ronda (2-6, 2-6, 2-6).
Mina ha sido entrenado por los franceses Aloïs Beust y Olivier Ramos. Sus actuales entrenadores son Cyril Saulnier, Horacio Rearte.

## Palmarés júnior

### Individuales
- ITF Kramfors Junior Challenge (2008)
- Istres International Junior Tournament (2009)
- Open International Juniors de Beaulieu sur Mer (2009)
- Orange Bowl Cayo Vizcaíno , Miami (2009)

### Dobles
No ha sido incluido en esta clasificación